# Anđeo Glavočević
Fra Anđeo Glavočević (Uskoplje, 24. siječnja 1797. – 17. lipnja 1847.), bosanskohercegovački franjevac i teolog posebno značaj za razvoj nekoliko župa u Bosni i Hercegovini.

## Životopis
Rođen je u Uskoplju 24. siječnja 1797. godine u obitelji Glavočević koja se iz Fojnice naselila u Uskoplje. Prve godine njegova života i kasnije obrazovanje su nepoznati.

### Služba
Služio je u nekoliko župa diljem BiH. 
Najprije se spominje kao kapelan, odnosno župni pomoćnik župe Ivanjska, gdje mu je prva godina službe bila 1831. 
Nakon što se 1837. godine župa Gračac odvojila od župe Rama-Šćit, najprije kao samostalna kapelanija Trišćani, za prvog kapelana postavljen je fra Stjepan Matijević. Nakon Matijevićevog petogodišnjeg upravljanja, na mjesto lokalnog kapelana župe je imenovan tada 45-godišnji fra Anđeo Glavočević i služi od 1842. do 1844. godine. 
Zatim se ponovno spominje kao kapelan župe Ivanjska s prvom godinom službe 1846., da bi kasnije bio vraćen na dužnost u župu Gračac, ali ovoga puta kao mjesni župnik od 1860. do 1862. godine.

### Smrt
Preminuo je 17. lipnja (prema nekim izvorima 17. siječnja) 1867. godine u 70. godini života. Mjesto smrti i ukopa nije poznato.

## Spominjanje
Njegovo ime spominje se u nekoliko djela.
Za vrijeme Barišićeve afere župa Triešćani svrstavana je među pristaše biskupa Barišića. Župljani su nekoliko puta silom htjeli otjerati svoga župnika fra Anđela Glavočevića.